# Duran (Gers)
Duran (gaskognisch gleichlautend) ist eine französische Gemeinde mit 857 Einwohnern (Stand: 1. Januar 2022) im Département Gers in der Region Okzitanien. Sie gehört zum Arrondissement Auch und zum Kanton Gascogne-Auscitaine. Duran ist zudem Mitglied des 2001 gegründeten Gemeindeverbands Grand Auch Cœur de Gascogne. Die Einwohner werden Durannais(es) genannt.

## Lage
Duran liegt etwa drei Kilometer nordwestlich der Stadt Auch. Umgeben wird Duran von den Nachbargemeinden Castin im Norden und Nordwesten sowie im Übrigen von Auch.
Durch die Gemeinde führt die Route nationale 124.

## Bevölkerungsentwicklung
| Jahr                                                | 1800 | 1831 | 1881 | 1911 | 1921 | 1962 | 1968 | 1975 | 1982 | 1990 | 1999 | 2006 | 2011 | 2016 |
| Einwohner                                           | 245  | 287  | 200  | 165  | 146  | 205  | 343  | 450  | 515  | 650  | 665  | 735  | 835  | 878  |
| Quellen: Cassini und INSEE; heutiges Gemeindegebiet |      |      |      |      |      |      |      |      |      |      |      |      |      |      |

## Sehenswürdigkeiten

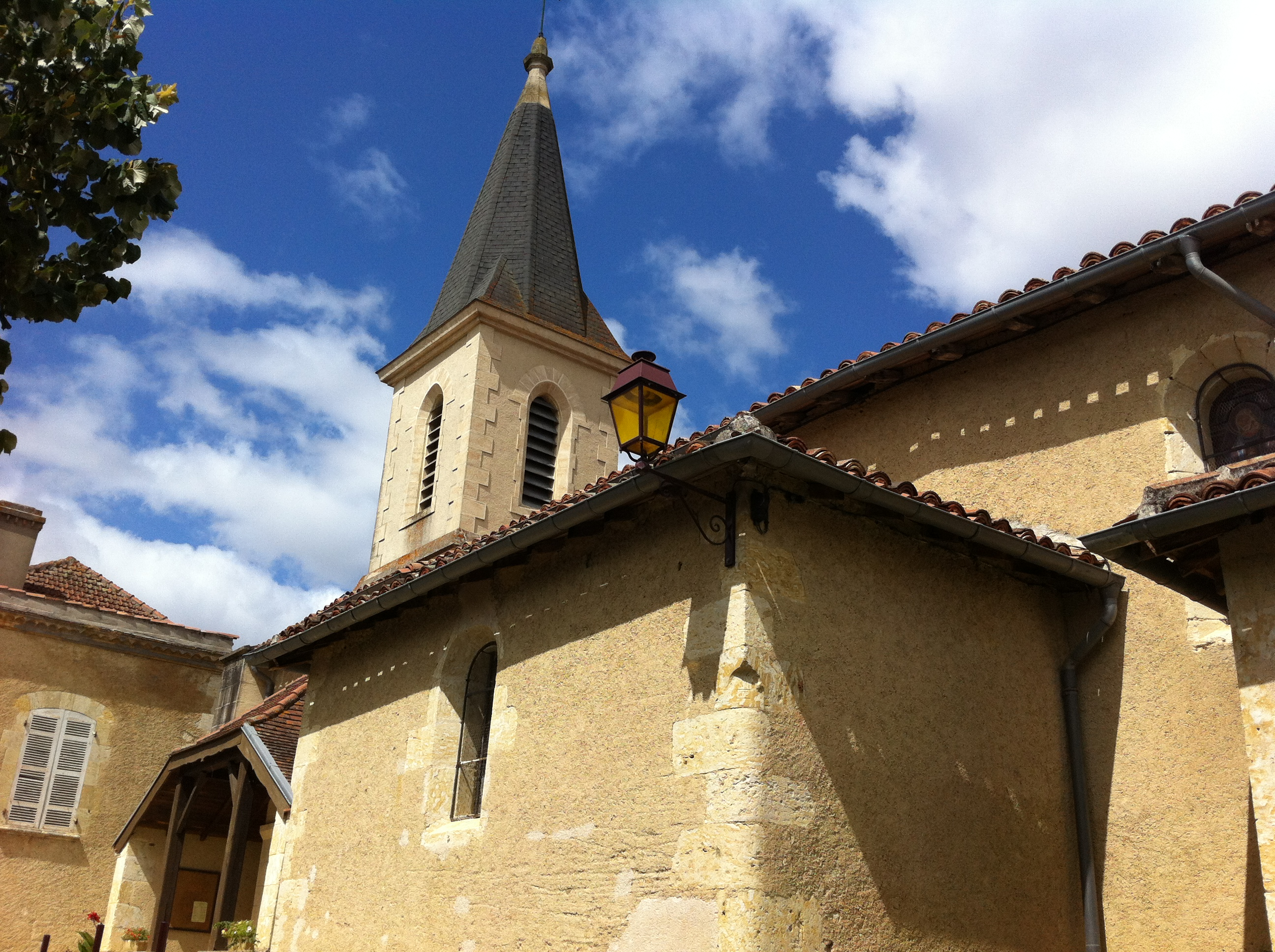
Kirche Sainte-Lucie

- Kirche Sainte-Lucie[1]